# Langue des signes française
Die Französische Gebärdensprache, französisch Langue des signes française (LSF) ist eine natürliche Gebärdensprache.
Die LSF ist die natürliche Sprache der meisten Gehörlosen in Frankreich. In der französischsprachigen Schweiz wird ein regionaler Dialekt gesprochen, die Langue des signes Suisse romande (LSF-SR). 
Die LSF ist zudem die Mutter von verschiedenen anderen Gebärdensprachen, so unter anderem der Österreichischen Gebärdensprache oder der American Sign Language (ASL), da die Gebärdensprache erstmals in Frankreich richtig gefördert wurde (siehe auch Geschichte der Gebärdensprachen und Französische Gebärdensprachen). 
Die Langue des signes belge (Belgische Gebärdensprache) und die Langue des signes québécoise (Französischkanadische Gebärdensprache) unterscheiden sich von der LSF.